# Lake Lillian, Minnesota
Lake Lillian là một thành phố thuộc quận Kandiyohi, tiểu bang Minnesota, Hoa Kỳ. Năm 2010, dân số của thành phố này là 238 người.

## Dân số
- Dân số năm 2000: 257 người.
- Dân số năm 2010: 238 người.